# Lygophis elegantissimus
Lygophis elegantissimus är en ormart som beskrevs av Koslowsky 1896. Lygophis elegantissimus ingår i släktet Lygophis och familjen snokar. Inga underarter finns listade i Catalogue of Life.
Denna orm förekommer i östra Argentina i södra delen av provinsen Buenos Aires. Det kända utbredningsområdet är 4400 km² stort men det antas att arten lever i ett 10 000 km² stort område. Lygophis elegantissimus lever i gräsmarker och i buskskogar. Individerna vistas gärna nära vattendrag. Honor lägger ägg.
Landskapets omvandling till jordbruks- och betesmarker hotar beståndet. På betesmarker anläggs med jämna mellanrum bränder. IUCN listar arten som sårbar (VU).